# Nancy Sosa
Nancy Sosa (Salta, 21 de octubre de 1945) es una periodista, escritora argentina.En la actualidad es asesora del diputado de la Ciudad de Buenos Aires Claudio Romero.

## Trayectoria
Nancy Sosa nació en la ciudad de Salta y vive en la ciudad de Buenos Aires desde 1961, donde estudió Periodismo (Escuela Argentina de Periodismo, 1971). Trabajó en las agencias de noticias Télam y Noticias Argentinas, donde fue jefa de la sección de Política Nacional. Luego fue jefa del área de Gobierno en Casa Rosada para la agencia Interdiarios. Entre sus coberturas periodísticas se inscriben viajes presidenciales a Siria (1993), Estados Unidos (1993), Colombia (1994) y varias Cumbres de las Américas. 
Experta en comunicación política, tuvo su propia empresa, dio cursos y conferencias sobre liderazgos políticos.
Dicta cursos sobre liderazgo político femenino, es columnista en el portal Noticias Urbanas y trabaja como ghost writer.[cita requerida]
En su nuevo libro, “El poder femenino. El liderazgo político en el siglo XXI” (editorial Planeta, 2018), analiza el estilo en el ejercicio del poder de las mujeres que llegaron a ocupar los más altos cargos en Argentina y el mundo.

## Obras
- Peronismo, la mayoría perdida, en coautoría con Mora Cordeu y Silvia Mercado (Sudamericana-Planeta, Buenos Aires, 1985)
- La construcción de la identidad pública. Imagen y comunicación en la conquista de poder (PPI, 2000)
- Querido Gordo Cardoso, biografía coral de un periodista extraordinario, en coautoría con Silvia Mercado (EdUNLa Cooperativa, Buenos Aires, 2010 y Cúspide en 2016)
- El poder femenino. El liderazgo político en el siglo XXI (Editorial Planeta, 2018)